# トップモデル諜報員 カバー・アップ
『トップモデル諜報員（エージェント）カバー・アップ』 (COVER UP) は、1984年9月22日から1985年4月6日までアメリカCBSテレビで放映されたアクション/アドベンチャードラマ。主演に本作品が始まる前年度にアメリカで放送されたテレビシリーズ『ボイジャー!』（Voyagers!）に出演したモデル出身のジョン・エリック・ヘクサムと映画『おもいでの夏』、『超高層プロフェッショナル』に出演したジェニファー・オニールの2人を主演に製作されたが撮影途中の予期せぬ事故により主演のヘクサムが亡くなり交代するという出来事により視聴率が低迷しシーズン1で打ち切られた作品。
日本では1990年に日本テレビの毎週火曜日の深夜、NTVナイトスクリーン枠にて放映され、関西では翌年の1991年に毎日放送深夜枠でも放映された。

## 内容
元モデルで現在フォトグラファーとして活躍するダニーことダニエル・レイノルズは夫の死後、彼が政府の秘密機関アウトライダーズのエージェントだったことを知る。夫の上司だったヘンリー・トオラーから彼の仕事を引き継ぐことになりダニーは、元グリーンベレーのマック・ハーパーをパートナーにファッションフォトグラファーと専属モデルとしてファッション雑誌のグラビア撮影を隠れ蓑に、世界各地で犯罪に巻き込まれ窮地に立たされて助けを求めているアメリカ人の為、諜報活動を行う。マックは若さと情熱と行動力でダニーをサポートしていたが、単独任務遂行中に殉職する（主役交代の詳細は悲劇を参照）。
第8話以降、ベトナム帰りで単独行動を好む自称「一匹狼」の元グリーン・ベレー諜報員ジャック・ストライカーと組むようヘンリーに言われる。初めのうちはお互い「指揮するのは私（俺）だ。」と言い張りどちらもひかず、ジャックは単独行動を好み、ダニーはお得意のフォトグラファーとして潜入し、互いに衝突し合いウマが合わなかったものの次第にひかれ合うようになっていった。

## 登場人物

### 主要レギュラー
マック・ハーパー (Mac Harper)
演：ジョン・エリック・ヘクサム (Jon-Erik Hexum)、吹替：小杉十郎太（第1～7話）
ダニエル・レイノルズ (Danielle Reynolds)
演：ジェニファー・オニール (Jennifer O'Neill)、吹替：さとうあい
ジャック・ストライカー (Jack Striker)
演：アントニー・ハミルトン (Antony Hamilton)、吹替：石塚運昇（第8～21話）
ヘンリー・トオラー (Henry Towler)
演：リチャード・アンダーソン (Richard Anderson)、吹替：有本欽隆

### 準レギュラー
リック (Rick)
演：ミケルティ・ウィリアムソン (Mykelti Williamson)、吹替：渋谷茂
グレチェン (Gretchen)
演：イングリッド・アンダーソン (Ingrid Anderson)、吹替：西宏子
アシュレイ (Ashley)
演：ダナ・スパークス (Dana Sparks)、吹替：中沢みどり
ビリー (Billie)
演：イレーナ・フェリス (Irena Ferris)、吹替：高橋玲子

## 日本語版制作スタッフ
- プロデューサー - 諸橋健一、小川真紀子（ムービーテレビジョン）
- 演出 - 福永莞爾
- 翻訳 - 吉田由紀子
- 効果 - P・A・G
- 調整 - 近藤勝之
- 担当 - コスモプロモーション（小嶋尚志、細谷美樹）
- 日本語版制作 - ムービーテレビジョン、コスモプロモーション

## スタッフ
- 製作総指揮 - グレン・A・ラーソン
- 製作 - グレン・A・ラーソン プロダクションズ、20世紀フォックステレビジョン
- 放映 - 米国CBS

## 主題歌
「I Need A Hero」 E・G・デイリー（1984年のボニー・タイラーのヒット曲「ホールディング・アウト・フォー・ア・ヒーロー」（Holding Out for a Hero）のカバー曲）

## 悲劇
- 悲劇は1984年10月12日午後、本作品の第7話「公金横領犯は海賊船の金槐で釣れ!!（原題:GOLDEN OPPORTUNITY）」を撮影していた20世紀FOXスタジオで襲った。そのとき、マック・ハーパー役のジョン・エリック・ヘクサムが冗談で撮影用に準備されていた44マグナム銃を自らのこめかみに誤って(あくまでも事故との事で装填されていたのも実弾では無い)撃ってしまい、彼の頭を粉砕した。直ちに病院に急送されたが、そこで、医師に脳死状態であると宣言された。6日後の10月18日に、彼の母の許可で生命維持から開放され、臓器は移植のために寄付された。

- 後任のアンソニー・ハミルトンは後にレギュラー出演した新スパイ大作戦(MISSION:IMPOSSIBLE)では、トニー・ハミルトンに改名されていた。そして彼も42歳〈1995年〉の時にエイズ関連の肺炎の病気で死去した。

## エピソードリスト
アメリカで放送された順番に記載。
| 各話 | 邦題                                             | 原題                               | 放送日         |
| ---- | ------------------------------------------------ | ---------------------------------- | -------------- |
| 1    | 軍事コンピューターの流出を阻止せよ!              | PILOT                              | 1984年9月22日  |
| 2    | 美人モデルの危機! 悪徳外交官を追え!!             | "DEATH IN VOGUE"                   | 1984年9月29日  |
| 3    | 現金は死の匂い! 秘密の口座番号を探れ!!           | "THE MILLION DOLLAR FACE"          | 1984年10月6日  |
| 4    | コングロマリット殺人の陰謀を暴け!!               | "HARPER-GATE"                      | 1984年10月10日 |
| 5    | 麻薬シンジケート 南米ルートを壊滅せよ            | "SUDDEN EXPOSURE"                  | 1984年10月17日 |
| 6    | ローマの密輸ダイヤを奪回せよ!!                   | "NOTHING TO LOSE"                  | 1984年10月24日 |
| 7    | 公金横領犯は海賊船の金槐で釣れ!!                 | "GOLDEN OPPORTUNITY"               | 1984年11月3日  |
| 8    | 退役ストライカーの危機! 新コンビは南仏へ飛べ!!   | "WRITER'S BLOCK"                   | 1984年11月24日 |
| 9    | 裏切り情報員はマリブ・ビーチで葬れ!!             | "MURDER IN MALIBU"                 | 1984年12月1日  |
| 10   | 師弟対決!秘密諜報員の名誉を死守せよ!!            | "MIDNIGHT HIGHWAY"                 | 1984年12月8日  |
| 11   | 美女が消える! リビエラを徹底捜査せよ!            | "A SUBTLE SEDUCTION"               | 1984年12月29日 |
| 12   | 美人スパイにはモデルクラブ作戦で行け!!           | "BLACK WIDOW"                      | 1985年1月5日   |
| 13   | オイルマネー殺人発生! カリブ海を利権でけがすな!! | "MURDER OFFSHORE"                  | 1985年1月12日  |
| 14   | コスタ・デル・ソルを国際テロの血に染めるな       | "THE ASSASSIN"                     | 1985年1月26日  |
| 15   | 魅惑のイスタンブール 無実の人質を救出せよ        | "RULES TO DIE BY"                  | 1985年2月2日   |
| 16   | 温泉ホテル連続殺人 恋のメキシコに潜入せよ!!      | "HEALTHY,WEALTHY,AND DEAD"         | 1985年2月23日  |
| 17   | ウィーンに咲いた恋の結晶 ドナウ川は夜渡れ!!      | "THE UGLIEST AMERICAN"             | 1985年3月2日   |
| 18   | ロスでミスコン世界大会! 美女に死神を近づけるな!! | "WHO'S TRYING TO KILL MISS GLOBE?" | 1985年3月9日   |
| 19   | 現金強奪犯パリに潜入! 恋の炎で時間を止めよ!      | "ADAMS'RIBS"                       | 1985年3月23日  |
| 20   | カリブ海豪華クルーズ 切り札はクイーンだ!!        | "THE JACK OF SPADES"               | 1985年3月30日  |
| 21   | 復讐のカーニバル! すべてはリオで片づけろ!!       | "PASSION"                          | 1985年4月6日   |